# Hugo Hernán Garay
Pour les articles homonymes, voir Garay.
Hugo Hernán Garay est un boxeur argentin né le 27 novembre 1980 à Tigre, dans la province de Buenos Aires.

## Carrière
Il devient champion du monde des mi-lourds WBA le 3 juillet 2008 en battant aux points l'ukrainien Yuri Barashian à Buenos Aires puis conserve son titre face à l'allemand Juergen Braehmer le 22 novembre 2008.
Le 20 juin 2009, Garay s'incline aux points face au boxeur espagnol Gabriel Campillo puis est mis KO au premier round par l’américain Chis Henry le 27 mars 2010.